# 1. Sinfonie (Beethoven)
Die Arbeit an der 1. Sinfonie in C-Dur op. 21 begann Ludwig van Beethoven im Jahre 1799 und beendete sie ein Jahr später. Die Uraufführung unter seiner Leitung am 2. April 1800 im K. K. National-Hof-Theater in Wien war ein großer Erfolg für den Komponisten. Ursprünglich wollte Beethoven das Werk seinem langjährigen Bonner Förderer Kurfürst Maximilian Franz von Österreich widmen, der etwa seit 1795/96 wieder in Wien lebte. Das dokumentiert Beethovens Brief an den Verleger Franz Anton Hoffmeister in Leipzig vom 22. oder 23. Juni 1801. Der überraschende Tod von Max Franz am 27. Juli 1801 machte diese Widmung jedoch hinfällig. So wurde das Werk schließlich dem Baron Gottfried van Swieten gewidmet. Die Anlage und Instrumentation der Sinfonie weist noch deutlich auf die Vorbilder Mozart und Haydn hin.

## Zur Musik

### 1. Satz: Adagio molto – Allegro con brio
Der erste Satz ist ein typischer Kopfsatz mit einer langsamen Einleitung und einer nachfolgenden geradezu vorbildlichen Sonatenhauptsatzform. Völlig überraschend für die damalige Zeit beginnt die Sinfonie mit einem Septakkord, einer Dissonanz, als Zwischendominante (C7) zur Subdominante (F-Dur). So wird mit diesem Trugschluss der Hörer zunächst im Unklaren über die Grundtonart gelassen; die Tonika wird während der gesamten langsamen Einleitung kunstvoll vermieden oder nur als Durchgang genutzt. Erst mit dem Beginn der Exposition und des ersten Themas wird das lang erwartete C-Dur dafür umso deutlicher in einem vorwärtsdrängenden Allegro con brio gefestigt. Das Bemerkenswerte des zweiten Themas ist, dass es in durchbrochener Instrumentation präsentiert wird, das heißt, die melodieführenden Instrumente lösen sich einerseits in ungewöhnlich kurzer Folge (von Takt zu Takt) ab, andererseits ereignet sich diese Ablösung zudem über die Instrumentengruppen hinweg zwischen den Holzblasinstrumenten und Streichinstrumenten. Somit erhält der Seitensatz eine klangliche Leichtigkeit und Transparenz, die im Kontrast zu der vorherigen blockartigen Instrumentierung steht.
Neu an der folgenden Durchführung ist die motivisch-thematische Arbeit, in der das erste und zweite Thema in ihre motivischen Bestandteile aufgesplittert und in neue harmonische, instrumentale und kontrapunktische Kombination zueinander gesetzt wird. Die Reprise erscheint fast baugleich mit der Exposition; die Coda bezieht sich auf das erste Thema, übernimmt Sequenzen aus dem Beginn der Durchführung, womit architektonisch eine Symmetrie geschaffen wird, und beendet den Satz in festlich-konsolidierenden C-Dur-Akkorden. Bereits in der Einleitung verwendet Beethoven das komplette Instrumentarium des Sinfonieorchesters und stellt somit dem Hörer sein für die Sinfonie zu erwartendes Klangspektrum vor.

### 2. Satz: Andante cantabile con moto
Auch der zweite Satz steht in der Sonatenhauptsatzform. Unter allen neun Sinfonien Beethovens ist dies der einzige langsame Satz, dessen Exposition wiederholt wird. Das erste Thema wird in einem Fugato eingeführt. Bemerkenswert ist, dass der Charakter eines traditionell eher ruhigen, beschaulichen zweiten Satzes (hier Andante) durch den Zusatz con moto („mit Bewegung“) und die Metronomzahlangaben eher etwas Pulsierendes, Leichtfüßiges bekommt und damit auf bisher ungewöhnliche Weise die Frische des ersten Satzes fortsetzt. Auch bilden erstes und zweites Thema keinen Kontrast zueinander; der Gestus beider Themen und somit der lyrische Gesamtausdruck des Satzes bleibt sehr ähnlich. Die Durchführung bringt rhythmische und motivische Verdichtung und eine Schattierung nach Moll, jedoch nicht in der Ausführlichkeit und Intensität wie im Kopfsatz der Sinfonie. Die Reprise erscheint durch einen zusätzlichen Kontrapunkt als eine angereicherte Variante des Satzbeginns. Im Hinblick auf den kantablen Themencharakter und die Regelmäßigkeit im formalen Aufbau könnte man bei diesem zweiten Satz auch von einer dreiteiligen Liedform sprechen, der eine ausführliche Coda folgt, die Elemente beider Themen unter einem rhythmischen Ostinato verbindet und verarbeitet. Obgleich Instrumente wie Trompeten und Pauken gewöhnlicherweise in einem zweiten Satz schweigen (genannt tacet), verwendet Beethoven auch in diesem Satz alle Instrumente des Orchesters und bietet somit ein großes klangliches Farb- und Stimmungspektrum. Die dominierende Dynamik ist allerdings piano; der Gesamtausdruck – erzeugt durch lyrische Themen, tänzerische Rhythmik und verhaltene Dynamik – des zweiten Satzes in der Subdominanttonart F-Dur ist heiter.

### 3. Satz: Menuetto (Allegro molto e vivace)
Der dritte Satz trägt den Titel Menuett, ist allerdings deutlich ein Scherzo. Das zeigt sich vor allem durch das extreme Tempo (Allegro molto e vivace), welches Beethoven in Metronom-Zahlen angibt, sowie durch die unregelmäßigen Betonungen bzw. die überraschenden Dynamik-Unterschiede als auch durch die unregelmäßigen Phrasenlängen, die keine einfache tanzbare Struktur entstehen lassen. Um dem Scherzhaften dieses Satzes Rechnung zu tragen, werden zudem keine wirklichen thematischen Gebilde oder Motive verwendet oder entwickelt; stattdessen fügt Beethoven gekonnt simple Versatzstücke von Tonleitern und Dreiklängen zusammen, die mit ihrem aufsteigenden Momentum dem Satz einen charakteristischen und spielerischen Schwung verleihen. Das Trio wird von harmonisch statischen Bläserakkorden mit simultan gespielten Tonleiterbestandteilen der ersten Violinen dominiert und erscheint somit im Vergleich zum quirligen Scherzo-Teil eher wie ein Innehalten.

### 4. Satz: Adagio – Allegro molto e vivace
Der vierte Satz beginnt – unter den Schlusssätzen aller neun Sinfonien ebenfalls als Einzelfall – mit einer langsamen Einleitung:
Ungewöhnlicherweise ohne jede Begleitung anderer Instrumente tasten sich hier die Violinen gemächlich eine Tonleiter hinauf, bis nach kurzem Innehalten (Fermate) das Orchester mit dem ersten Thema der Sonatenhauptsatzform (in Rondoform) losstürmt (Allegro molto e vivace). Das thematische Material wird zumeist von aufsteigenden Tonleitern dominiert, welche in ihrer schnellen, spielerischen Art einen Tribut an den etablierten Charakter Haydn’scher Finalsätze zollen. Mit marschartigen Blechbläsersignalen und mehrfach wiederholten Tutti-Schlägen des gesamten Orchesters endet die Sinfonie.

## Besetzung
2 Flöten, 2 Oboen, 2 Klarinetten, 2 Fagotte, 2 Hörner, 2 Trompeten, Pauken, 1. Violine, 2. Violine. Bratsche, Violoncello, Kontrabass

## Uraufführung und Wirkung
Die Uraufführung seiner 1. Sinfonie am 2. April 1800 hat Beethoven selbst in der ersten „Musikalischen Akademie“ im k.u.k. Nationalhoftheater geleitet. Gemeinsam mit ihr erklangen auch Beethovens Septett op. 20 sowie sein erstes Klavierkonzert. Außerdem improvisierte Beethoven am Klavier.
Anlässlich dieser Uraufführung schrieb die Leipziger „Allgemeine Musikalische Zeitung“:

„Dies war wahrlich die interessanteste Akademie seit langer Zeit.“